# Středomořské hry

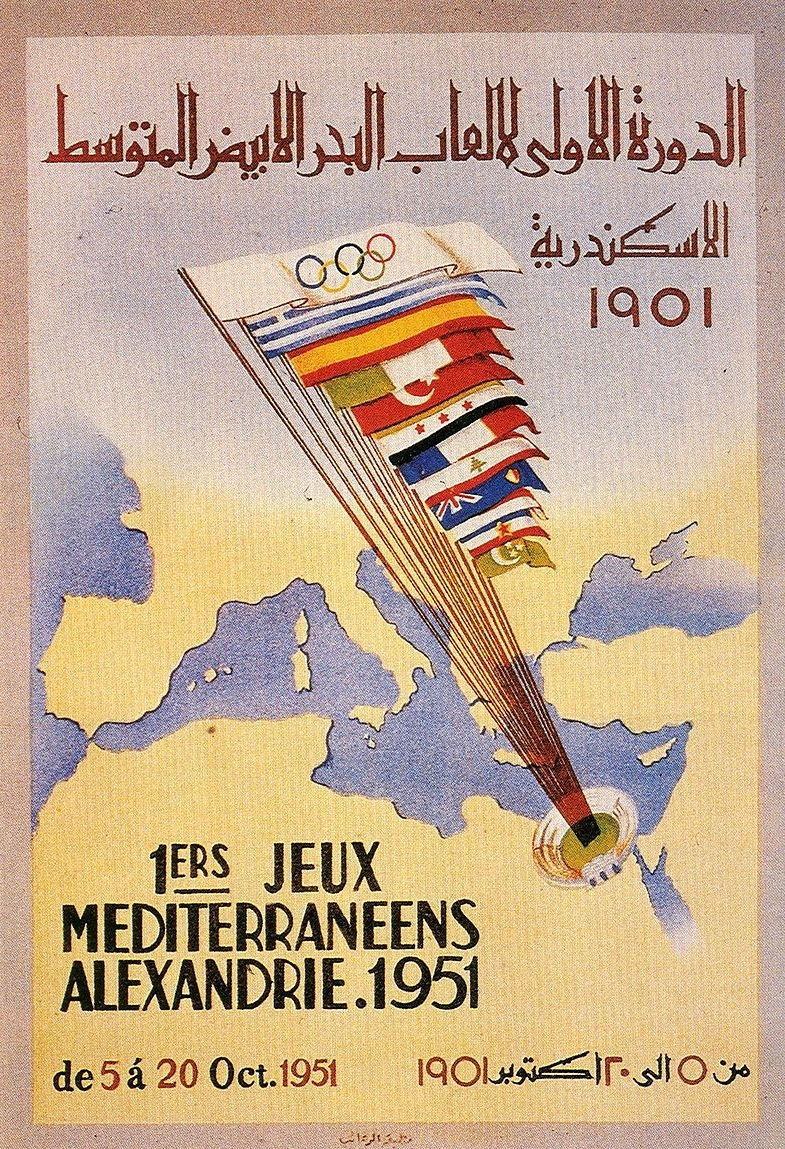
Plakát prvého ročníku Středomořských her

Středomořské hry jsou mezinárodní sportovní závody, kterých se mohou zúčastnit sportovci těch zemí, jehož břehy omývá Středozemní moře. Poprvé se uskutečnily v roce 1951 v Egyptě a od té doby se konají, s malou výjimkou každé čtyři roky. Neoficiální hry se však konaly původně již v roce 1949 v tureckém Istanbulu. Středomořské hry se konají pod záštitou mezinárodního olympijského výboru a řeckého olympijského výboru (HOC).
Myšlenku na vznik těchto her pronesl na letních olympijských hrách v roce 1948 Muhammed Taher Pasha, tehdejší předseda Egyptského olympijského výboru. Prvních deset her se konalo vždy rok před olympijskými hrami, od roku 1993 se naopak pořádají hry rok po olympiádě. Zajímavostí je, že prvních čtyř ročníků se zúčastnili jen muži, ženy mohly svoji zem reprezentovat až od roku 1967, přičemž podle původního návrhu se ženy měly zúčastnit již třetího ročníku v roce 1959.
Znakem tzv. "Středomořské olympiády" jsou tři bílé kruhy, které symbolizují tři zastupující světadíly, tedy Afriku, Asii a Evropu. V dolní části jsou kruhy různě zprohýbány, což symbolizuje ponoření ve Středozemním moři. Logo se poprvé objevilo na osmém ročníku v roce 1979, kdy hry hostilo tehdy jugoslávské, dnes chorvatské město Split. Poté bylo přijato a stalo se oficiálním logem.

## Zúčastněné státy

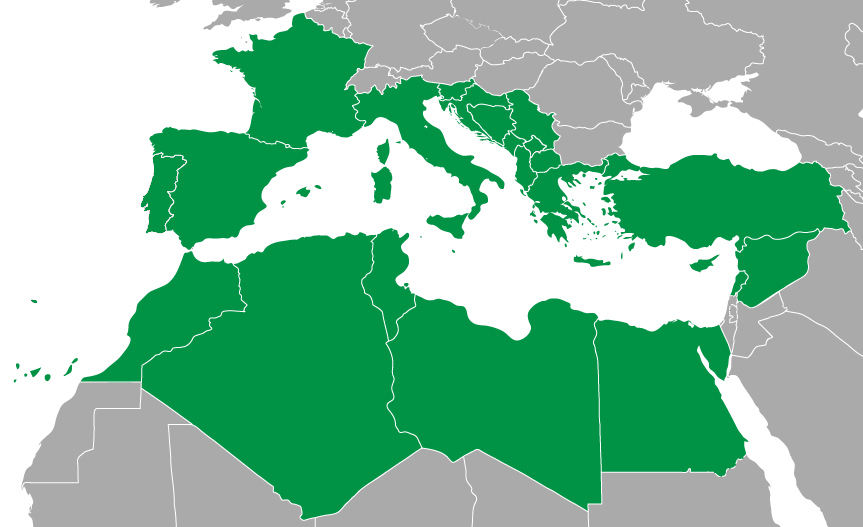
Mapka zúčastněných zemí

Počet státu, které se her zúčastnily postupem času narůstal. Na šestnáctém ročníku se objevilo celkem třiadvacet států, stejný počet zemí se objevil i na hrách v roce 2001 v Tunisu.
- Afrika: Alžírsko, Egypt, Libye, Maroko a Tunisko
- Asie: Libanon a Sýrie
- Evropa: Albánie, Andorra, Bosna a Hercegovina, Černá Hora, Francie, Chorvatsko, Itálie, Kypr, Malta, Monako, Řecko, San Marino, Srbsko, Slovinsko, Španělsko a Turecko

Jediným státem, který se nezúčastňuje Středomořských her je Izrael, naopak tři státy Andorra, San Marino a Srbsko se mohou zúčastnit her, i přesto, že jsou vnitrozemními státy a se Středozemním mořem "nesousedí".
Řecký olympijský výbor navrhl dalších devět zemí (některé nesplňují geografická kritéria), kterým má být umožněna účast na těchto hrách. Jedná se o Portugalsko, Bulharsko, Izrael, Palestina a také některé arabské země.

## Obdobné akce
V srpnu 2015 se uskuteční v Pescaře první ročník Plážových středomořských her, na jejichž programu bude plážový fotbal, vodní lyžování, ploutvové plavání a další sporty.

## Abecední seznam sportů
Na patnáctém ročníku Středomořských her bylo na programu 27 sportů. V roce 2009 se seznam rozšířil o Bocce, což je hra velice podobná např. petangue či curlingu.
- Atletika
- Basketbal
- Bowling
- Box
- Cyklistika
- Fotbal
- Golf
- Házená
- Jachting
- Jezdectví
- Judo
- Kanoistika
- Karate
- Lukostřelba
- Moderní gymnastika
- Plavání
- Plážový volejbal
- Sportovní gymnastika
- Stolní tenis
- Sportovní střelba
- Šerm
- Tenis
- Veslování
- Vodní pólo
- Volejbal
- Vzpírání
- Zápas

## Přehled ročníků
| No.    | Rok  | Pořadatel            | Pořadatel  | Datum konání                | Zúčastněné země | Počet sportů | Disciplín | Sportovci | Sportovci |
| No.    | Rok  | Město                | Země       | Datum konání                | Zúčastněné země | Počet sportů | Disciplín | Muži      | Ženy      |
| ------ | ---- | -------------------- | ---------- | --------------------------- | --------------- | ------------ | --------- | --------- | --------- |
| I.     | 1951 | Alexandrie           | Egypt      | 5. října – 20. října        | 10              | 14           | 91        | 734       | ---       |
| II.    | 1955 | Barcelona            | Španělsko  | 16. července – 25. července | 10              | 20           | 102       | 1 135     | ---       |
| III.   | 1959 | Bejrút               | Libanon    | 11. října – 23. října       | 11              | 17           | 106       | 792       | ---       |
| IV.    | 1963 | Neapol               | Itálie     | 21. září – 29. září         | 13              | 17           | 93        | 1 057     | ---       |
| V.     | 1967 | Tunis                | Tunisko    | 8. září – 17. září          | 12              | 14           | 93        | 1 211     | 38        |
| VI.    | 1971 | Izmir                | Turecko    | 6. října – 17. října        | 14              | 18           | 137       | 1 235     | 127       |
| VII.   | 1975 | Alžír                | Alžírsko   | 23. srpna – 6. září         | 15              | 19           | 160       | 2 095     | 349       |
| VIII.  | 1979 | Split                | Chorvatsko | 15. září – 29. září         | 14              | 26           | 192       | 2 009     | 399       |
| IX.    | 1983 | Casablanca           | Maroko     | 3. září – 17. září          | 16              | 20           | 162       | 1 845     | 335       |
| X.     | 1987 | Latakia              | Sýrie      | 11. září – 25. září         | 18              | 19           | 162       | 1 845     | 335       |
| XI.    | 1991 | Athény               | Řecko      | 28. června – 12. července   | 18              | 24           | 217       | 2 176     | 586       |
| XII.   | 1993 | Languedoc-Roussillon | Francie    | 16. června – 27. června     | 20              | 24           | 217       | 1 994     | 604       |
| XIII.  | 1997 | Bari                 | Itálie     | 13. června – 25. června     | 21              | 27           | 234       | 2 999     | 804       |
| XIV.   | 2001 | Tunis                | Tunisko    | 2. září – 15. září          | 23              | 23           | 230       | 2 002     | 1 039     |
| XV.    | 2005 | Almería              | Španělsko  | 24. června – 3. července    | 21              | 27           | 258       | 2 134     | 1 080     |
| XVI.   | 2009 | Pescara              | Itálie     | 25. června – 5. července    | 23              | 29           | 244       | 2183      | 1185      |
| XVII.  | 2013 | Mersin               | Turecko    | 20. června – 30. června     | 24              | 27           | 264       | 2027      | 967       |
| XVIII. | 2018 | Tarragona            | Španělsko  | 22. června – 1. července    | 26              | 28           | 246       | 2180      | 1468      |
| XIX.   | 2022 | Oran                 | Alžírsko   | 25. června – 6. července    | 26              | 24           | 244       | 2014      | 1284      |

Středomořské hry 2013 se původně měly konat v řeckých městech Larisa a Volos, ale kvůli nepříznivé ekonomické situaci se Řekové pořadatelství vzdali a hry byly přesunuty do tureckého Mersinu.

## Kompletní přehled medailí (1951 - 2005)

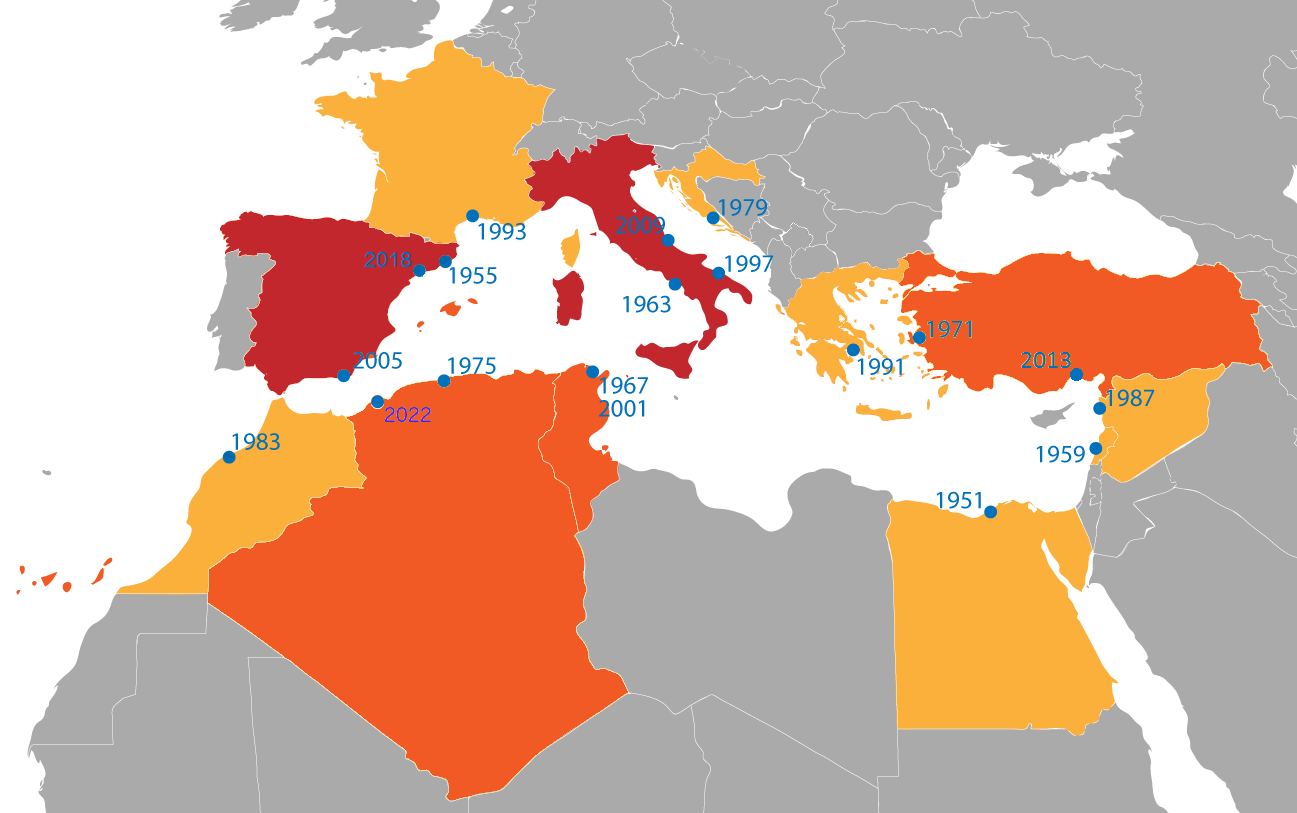
Pořadatelská města

| Místo | Země                         | Zlato | Stříbro | Bronz | Celkově |
| ----- | ---------------------------- | ----- | ------- | ----- | ------- |
| 1.    | Itálie                       | 687   | 584     | 515   | 1786    |
| 2.    | Francie                      | 529   | 467     | 409   | 1405    |
| 3.    | Turecko                      | 443   | 295     | 298   | 1036    |
| 4.    | Španělsko                    | 241   | 356     | 436   | 1033    |
| 5.    | Řecko                        | 146   | 201     | 260   | 607     |
| 6.    | Srbsko                       | 191   | 168     | 155   | 514     |
| 7.    | Egypt                        | 92    | 151     | 178   | 421     |
| 8.    | Tunisko                      | 57    | 50      | 97    | 204     |
| 9.    | Alžírsko                     | 53    | 50      | 81    | 184     |
| 10.   | Maroko                       | 46    | 51      | 75    | 172     |
| 11.   | Sýrie                        | 24    | 32      | 66    | 122     |
| 12.   | Chorvatsko                   | 26    | 38      | 46    | 110     |
| 13.   | Slovinsko                    | 25    | 27      | 45    | 97      |
| 14.   | Srbsko a Černá Hora          | 16    | 18      | 42    | 76      |
| 15.   | Sjednocená arabská republika | 23    | 21      | 30    | 74      |
| 16.   | Libanon                      | 10    | 22      | 40    | 72      |
| 17.   | Kypr                         | 5     | 11      | 12    | 28      |
| 18.   | Albánie                      | 3     | 11      | 13    | 27      |
| 19.   | Bosna a Hercegovina          | 3     | 3       | 8     | 14      |
| 20.   | Libye                        | 1     | 1       | 7     | 9       |
| 21.   | San Marino                   | 0     | 4       | 0     | 4       |
| 22.   | Malta                        | 0     | 1       | 3     | 4       |
| 23.   | Monako                       | 0     | 0       | 1     | 1       |